# Василівський Мох
Василівський Мох (рос. Васильевский Мох) — пгт в Калінінському районі Тверської області Російської Федерації.
Населення становить 2140 осіб. Входить до складу муніципального утворення посёлок Васильевский Мох.

## Історія
Від 2005 року входить до складу муніципального утворення посёлок Васильевский Мох.

## Населення
| 1939  | 1959  | 1970  | 1979  | 1989  | 2002  | 2009  |
| ----- | ----- | ----- | ----- | ----- | ----- | ----- |
| 3263  | ↗4971 | ↘4535 | ↘4014 | ↘3511 | ↘2578 | ↘2370 |
| 2010  | 2012  | 2013  | 2014  | 2015  | 2016  | 2017  |
| ↘2122 | ↗2126 | ↗2183 | ↗2208 | ↗2210 | ↗2248 | ↗2251 |
| 2018  | 2019  | 2020  | 2021  |       |       |       |
| ↘2223 | ↘2211 | ↘2150 | ↘2140 |       |       |       |